# Fast & Furious: Hobbs and Shaw
Fast & Furious: Hobbs and Shaw er en amerikansk actionfilm fra 2019 instrueret af David Leitch og skrevet af Chris Morgan og Drew Pearce. Det er en spin-off på Fast & Furious-serien, som handler om Luke Hobbs og Deckard Shaw.

## Medvirkende
- Dwayne Johnson som Luke Hobbs
- Vanessa Kirby som Hattie Shaw
- Eiza González som Madam M
- Jason Statham som Deckard Shaw
- Idris Elba som Brixton Lore
- Helen Mirren som Magdalene Shaw